# ゲームEX
『ゲームEX』（ゲームイーエックス、Game EX）は、テレビ東京系列局で放送されていたテレビゲーム情報番組（ゲーム番組）である。テレビ東京では1999年10月7日から2003年9月27日まで放送。

## 司会
- 江戸家小猫 - 『ゲーム王国』から引き続きメイン司会を務めていたが、2001年9月29日放送分をもって降板した。
- 林家たい平 - 小猫に替わってメイン司会を担当。後継番組の『GAME JOCKEY』→『GAME JOCKEYII』でも司会を担当。
- 林家いっ平
- 山口リエ
- 小出由華

## 番組の内容
前番組の「ゲーム王国」と同様、各ソフトメーカーの広報担当者による新作ゲームソフトの紹介、中学生以下の子供同士によるゲーム対決などがある。

### 新作EXPRESS
前番組のコーナー「What's New!!」から続投。回により2-3本紹介される。

### CLOSE-UP!!
前番組のコーナーから続投。今月中に発売される注目ゲームソフトの紹介など。

### たい平のココ掘れ新作!!
将来発売される新作ゲームソフトの開発状況などをたい平が深堀していく。

### いっ平&ゆか YARE-DEKI
やれば出来る！をモットーにした攻略コーナー。前番組のコーナー「TOP SECRET!」から続投。発売済みゲームソフトの裏技の紹介など。

### 街のゲーマー集まれ!勝ち抜きEX!!
ゲーム対決コーナー。前番組のコーナー「The Challenge!!」からルールが変化し、勝ち抜き制度を導入。初期は3週勝ち抜きでドリームキャスト本体がもらえた。中期以降は、3週勝ち抜きでワンダースワン本体、5週勝ち抜きでニンテンドー ゲームキューブ本体かPlayStation 2本体のいずれかがもらえた。ゲーム対決の出場希望者の応募は、はがきで受け付けていた。
2001年のお正月には特別企画として、各ソフトメーカーの広報担当者対抗の「一発勝負EX」を放送。トーナメント方式で優勝を争い、優勝したメーカーにはペアでの海外旅行が、準優勝のメーカーには有名温泉旅館のペア宿泊券が贈られた。

### EX BROWSER → EX情報局!!
前番組のコーナー「Hyper Infomation!」から続投。
WonderSwanコーナー
携帯ゲーム機「ワンダースワン」ソフトの紹介。
今週のにゃんチュー！
ゲーム機関連商品イベントなどの紹介。
新作HOTLINE
ナレーターによる新作ゲームソフトのまとめなど。
この他、会場観覧向けにプレゼントが贈呈されたり、エンディングでは視聴者向けのプレゼントコーナーがあり、その週番組で紹介したゲームソフトを抽選でプレゼントしていた。また、一時期ゲーム番組でありながら日本人形や天体望遠鏡、音楽ギフトカードをプレゼントしていた事もあった。応募ははがきで受け付けていた。

## 放送局
| 放送対象地域   | 放送局         | 系列                                                                                      | 放送期間                                           | 放送日時       | 備考         |
| -------------- | -------------- | ----------------------------------------------------------------------------------------- | -------------------------------------------------- | -------------- | ------------ |
| 関東広域圏     | テレビ東京     | 1999年10月7日 - 2000年9月28日 2000年10月7日 - 2003年9月27日                               | 木曜 7:30 - 8:00 土曜 7:00 - 7:30                  | テレビ東京系列 | 制作局       |
| 北海道         | テレビ北海道   | - 2000年9月30日                                                                           | 土曜 7:00 - 7:30                                   | テレビ東京系列 | 途中打ち切り |
| 愛知県         | テレビ愛知     | 1999年10月7日 - 2000年9月28日 2000年10月7日 - 2002年3月30日 2002年4月13日 - 2003年9月27日 | 木曜 7:30 - 8:00 土曜 7:00 - 7:30 土曜 6:30 - 7:00 | テレビ東京系列 |              |
| 大阪府         | テレビ大阪     | 1999年10月7日 - 2000年9月28日 2000年10月7日 - 2002年9月28日 2002年10月5日 - 2003年9月27日 | 木曜 7:30 - 8:00 土曜 7:00 - 7:30 土曜 6:15 - 6:45 | テレビ東京系列 |              |
| 岡山県・香川県 | テレビせとうち |                                                                                           | 火曜 7:30 - 8:00                                   | テレビ東京系列 |              |
| 福岡県         | TVQ九州放送    |                                                                                           |                                                    | テレビ東京系列 |              |

## エンディングテーマ
エンディングテーマは、ほぼ一ヶ月単位で入れ替わっていた。
- 「Flower」Hook(2001年9月頃)
- 「Lover‽」しおり(2002年3月・4月頃)
- 「START」route0(2002年5月頃)
- 「朝やけ」HIROCO(2002年8月頃)
- 「いいかげんな唄」Slope(2003年3月頃)
- 「進め☆タイガー」秘密サークル タイガーマシーン(2003年9月頃)

## 制作スタッフ
- 構成：柏木照世
- テクニカルディレクター：小林博幸→東條健一
- カメラマン：江端雅恵→平島輝久→河合正人
- ビデオエンジニア：松本貴→坂本貴良
- VTR：遅沢美由紀、軽米美穂
- 音声：鈴木誠司
- 照明：高柴圭一
- 編集・MA：ビームテレビセンター
- 音響効果：ミューズサウンドクリエイション
- 技術協力：アクトファースト
- 美術プロデューサー：小越敏彦
- ヘアメイク：西村ひとみ
- タイムキーパー：梅澤和世
- 音楽協力：テレビ東京ミュージック
- アシスタントディレクター：竹内一平、松田要
- フロアディレクター：木南伸晃
- ディレクター：志村寛紀
- プロデューサー：平山大吾（テレビ東京）、井上眞紀代（アルファ放送制作）
- チーフプロデューサー：新村正夫（テレビ東京）
- 製作：テレビ東京、アルファ放送制作